# Цвіркун хатній
Цвіркун хатній (Acheta domesticus) — вид прямокрилих комах родини цвіркунів (Gryllidae).

## Поширення
Батьківщиною виду є Південно-Західна Азія. Населяє ліси, печери, поля, трапляється під колодами та камінням або на узбіччях доріг; його також можна знайти всередині куп деревини, цегли та каміння. Загалом зустрічається переважно у вологих або бур'янистих місцях. Починаючи з 17 століття комаха поширилася по світі (Північна Африка, Європа, Азія, Північна Америка), де живе в антропогенних середовищах (поблизу будинків, звалищ і комерційних будівель; з настанням холодів повертаються в житло людини або, як можна ближче до джерела тепла).

## Опис
Тулуб і голова жовтувато-коричневі з чорними плямами і смугами, розмір близько 16-21 мм. Має довгі задні крила, які виступають із твердіших передніх. Самці і самиці виглядають схожими, але самиці мають яйцеклад розміром приблизно 10-15 мм. Яйцеклад чорно-бурий, оточений двома придатками. Передні крила самців цвіркунів коротші, ніж у самок, а скребки збільшені для кращого відтворення звуку співу.

## Харчування
Хатній цвіркун є всеїдною твариною, що харчується різними рослинними і тваринними продуктами. Цвіркуни в дикій природі їдять квіти, листя, фрукти, трави та інших комах (включаючи мертвих представників свого виду). Цвіркуни в неволі їдять фрукти (наприклад, яблука, апельсини, банани), овочі (наприклад, картоплю, моркву, кабачки, листові овочі), зернові (наприклад, вівсянку, кукурудзяне борошно, варені качани кукурудзи, люцерну, зародки пшениці, рисові крупи), різні корми для домашніх тварин і комерційні корми для цвіркунів.

## Використання людиною
У країнах Північної Америки домашніх цвіркунів часто використовують як наживку при ловлі хижої риби. У багатьох країнах світу цвіркунів масово розводять для годівлі екзотичних домашніх вихованців, наприклад, великих павуків або рептилій.
У багатьох азійських країнах, зокрема в Китаї, В'єтнамі, Лаосі та ін., хатній цвіркун є одним зі страв традиційної кухні. Починаючи з кінця XX століття, вирощується для їжі в деяких частинах Європи та Північної Америки.
У 2025 році, коли інфляція на базові продукти харчування в Росії перевищила 20%, вчені Південно-Уральського державного університету розробили та спекли нові сорти хліба, що містить у своєму складі борошно з водоростей, грибів та цвіркунів. За рахунок цих добавок хліб, як запевняють автори, містить до шести разів більше білка та інших корисних людині речовин.

## Хвороби
Хатній цвіркун був фактично виключений із галузі розведення цвіркунів у Північній Америці та Європі через появу вірусу паралічу цвіркунів, який швидко поширився в Європі в 2002 році, а потім у Сполучених Штатах у 2010 році. Вірус надзвичайно смертельний для цього виду цвіркунів і кількох інших. Його замінив ямайський польовий цвіркун (Gryllus assimilis), який є стійким до вірусу паралічу цвіркуна та має багато бажаних ознак хатнього цвіркуна.